# デッド・オア・リベンジ

『デッド・オア・リベンジ』（原題：Landmine Goes Click）は、2015年のジョージア映画。

## あらすじ
ジョージア(グルジア)の人里離れた土地にトレッキングにやってきたクリス、アリシア、ダニエルの3人。しかし、クリスはトレッキング中に地雷を踏んでしまう...

## スタッフ
- 監督：レヴァン・バキア
- 脚本：エイドリアン・コルッシ、ロイド・S・ヴァグネル、レヴァン・バキア
- 製作総指揮：レヴァン・コバクヒゼ
- 撮影：ビゲン・バルタノフ

## キャスト[2]
- クリス：スターリング・ナイト
- アリシア：スペンサー・ロック
- ダニエル：ディーン・ガイヤー
- イリア：コート・トロルダヴァ
- リカ：ヘレン・ネルソン
- ターニャ：ナナ・キクナーゼ
- デビ：ジョージ・ティサーヴァ